# Capoetobrama kuschakewitschi
Capoetobrama kuschakewitschi és una espècie de peix cipriniforme de la família dels ciprínids.

## Subespècies
- Capoetobrama kuschakewitschi kuschakewitschi (Kessler, 1872)
- Capoetobrama kuschakewitschi orientalis (Nikolskii, 1934)[1]